# Isoglossa asystasioides
Isoglossa asystasioides är en akantusväxtart som beskrevs av I.Darbysh. och Ensermu. Isoglossa asystasioides ingår i släktet Isoglossa och familjen akantusväxter. Inga underarter finns listade i Catalogue of Life.